# 紫弹朴
紫弹朴（学名：Celtis biondii），又名沙楠子树、 异叶紫弹、 毛果朴、全缘叶紫弹树、 黑弹朴，是榆科朴属的植物。分布在朝鲜、日本、台湾岛以及中国大陆的安徽、湖北、福建、广东、江西、贵州、四川、河南、陕西、浙江、云南、江苏、广西、甘肃等地，生长于海拔50米至2,000米的地区，常生长在杂木林中、山地灌丛及石灰岩上，目前尚未由人工引种栽培。